# Latrodectus hasselti
Latrodectus hasselti – gatunek pająka z rodziny omatnikowatych  (Theridiidae). Zamieszkuje Australię, Azję Południową i Południowo-Wschodnią. Nieliczne kolonie spotykane są również na terenie Nowej Zelandii. Bliski kuzyn czarnej wdowy (Latrodectus mactans). Osiąga niewielkie rozmiary, długość ciała samicy wynosi zazwyczaj nie więcej niż jeden centymetr, natomiast samca nie więcej niż 4 milimetry. Jego jad zawiera neurotoksyny. Ukąszenia (zwykle przez samice) są często bardzo bolesne i mogą stanowić zagrożenie dla zdrowia i życia człowieka. Od czasu opracowania antidotum w 1956 roku nie zarejestrowano żadnego przypadku śmiertelnego z powodu ukąszenia przez Latrodectus hasselti. Z niektórych badań wynika, że antidotum stosowane domięśniowo może być nieskuteczne (po podaniu taką drogą jest ono niewykrywalne we krwi) i należy podawać je we wlewie dożylnym, może to jednak wynikać ze stosowania zbyt małych dawek (w wielu przypadkach jedna porcja antidotum jest niewystarczająca).